# Аскаррага Пальмеро, Марсело
Марсело де Аскаррага Угарте-и-Пальмеро-Версоса де Лисаррага (исп. Marcelo de Azcárraga Ugarte y Palmero-Versosa de Lizárraga; 4 сентября 1832, Манила, Генерал-капитанство Филиппины — 30 мая 1915, Мадрид, Испания) — испанский государственный деятель, председатель Совета Министров Испании (1897, 1900—1901, 1904—1905).

## Биография
Родился в семье генерала Хосе Аскаррага-и-Угарте, который на тот момент был владельцем книжного магазина в Маниле и филиппинки Марии Палмеро. Его брат, Мануэль, стал ученым, автором монографии о филиппинской экономике.
Обучался на юридическом факультете Королевского университета Санто-Томас в Маниле, а затем поступил в Морскую школу (впоследствии — Филиппинская академия торгового флота), где получил первую премию по математике. Отец отправил его в Испанию для учебы в Военной академии, и через три года он получил звание капитана.
В возрасте двадцати трех лет он был награжден Крестом ордена Святого Фердинанда. Военную карьеру продолжил на службе в зарубежных странах, включая Мексику, генерал-капитанство Куба и Доминиканскую Республику. В частности, в июле 1856 г. участвовал в свержении Бальдомеро Эспартеро на стороне Леопольдо О’Доннелла, также входил в состав экспедиционного корпуса под командованием Жоана Прима в Мексике. Вернулся в Испанию в 1866 г. Позже на Кубе женился на одной из дочерей богатой семьи Фессер, владельца и основателя банка Banco y Casa de Seguros Fesser.
Находился на дипломатической работе в испанском посольстве в Мексике. В 1866 г. после подавления мятежа Прима за сохранение лояльности официальным властям получил звание полковника. В 1868 г. присоединился к военным, которые свергли королеву Изабеллу II, получил звание бригадного генерала и  в 1872 г. был назначен заместителем военного министра — должность, с которой он ушел в отставку в первые дни после провозглашения республики (1873). Горячий сторонник Реставрации Бурбонов, он поддержал провозглашение Альфонсо XII королем Испании. После его коронации ему было присвоено воинское звание генерал-лейтенанта. Занимал пост начальника штаба армии, на этой должности ему было поручено вести борьбу против карлистов на севере Испании. За военные заслуги в 1875 г. ему было присвоено почетное звание фельдмаршала (Mariscal de Campo).
В 1976—1879 гг. — депутат генеральных кортесов Испании от избирательного округа Кастельона. С 1879 по 1880 г. и с 1884 по 1885 г. — член испанского Сената. В последующие годы занимал посты генерал-капитана провинций Наварра и Валенсия.
В феврале 1891 г. королевой-регентом Марией Кристиной Австрийской был назначен пожизненным сенатором.
Как член Либерально-консервативной партии руководил военным министерством при правительствах Кановаса-дель-Кастильо (1890—1892, 1895—1897), а также Франсиско Сильвелы (1899—1900).
После убийства Кановаса-дель-Кастильо в августе-сентябре 1897 г. был временным председателем Совета Министров Испании. Возглавлял правительство еще дважды (1900—1901 и 1904—1905), однако всегда воспринимался как переходная фигура на этом посту.
В сентябре 1904 г. вышел в отставку с военной службы.
В 1903—1904, 1907—1910 гг. и с 1913 г. до конца жизни — председатель Сената Испании.

## Награды и звания
- Кавалерский крест ордена Святого Фердинанда (1856)
- Большой крест Военных заслуг (1874)
- Командор ордена Карлоса III (1899)
- Орден Золотого руна (1904)

Почетный житель Валенсии (1896).

## Дети
Сыновья:
- Карлос Аскаррага-и-Фессер
- Хосе Мария Аскаррага-и-Фессер, испанский государственный и военный государственный деятель.

Дочери:
- Маргарита де Аскаррага-и-Фессер де Тренор Палавичино, первая маркиза Турии
- Мария Аскаррага-и-Фессер
- Кармен Аскаррага-и-Фессер.

Его прямым потомком является дон Томас Тренор Пуиг Валенсийский и Мадридский, четвертый маркиз Турии.